# Kana (musiker)

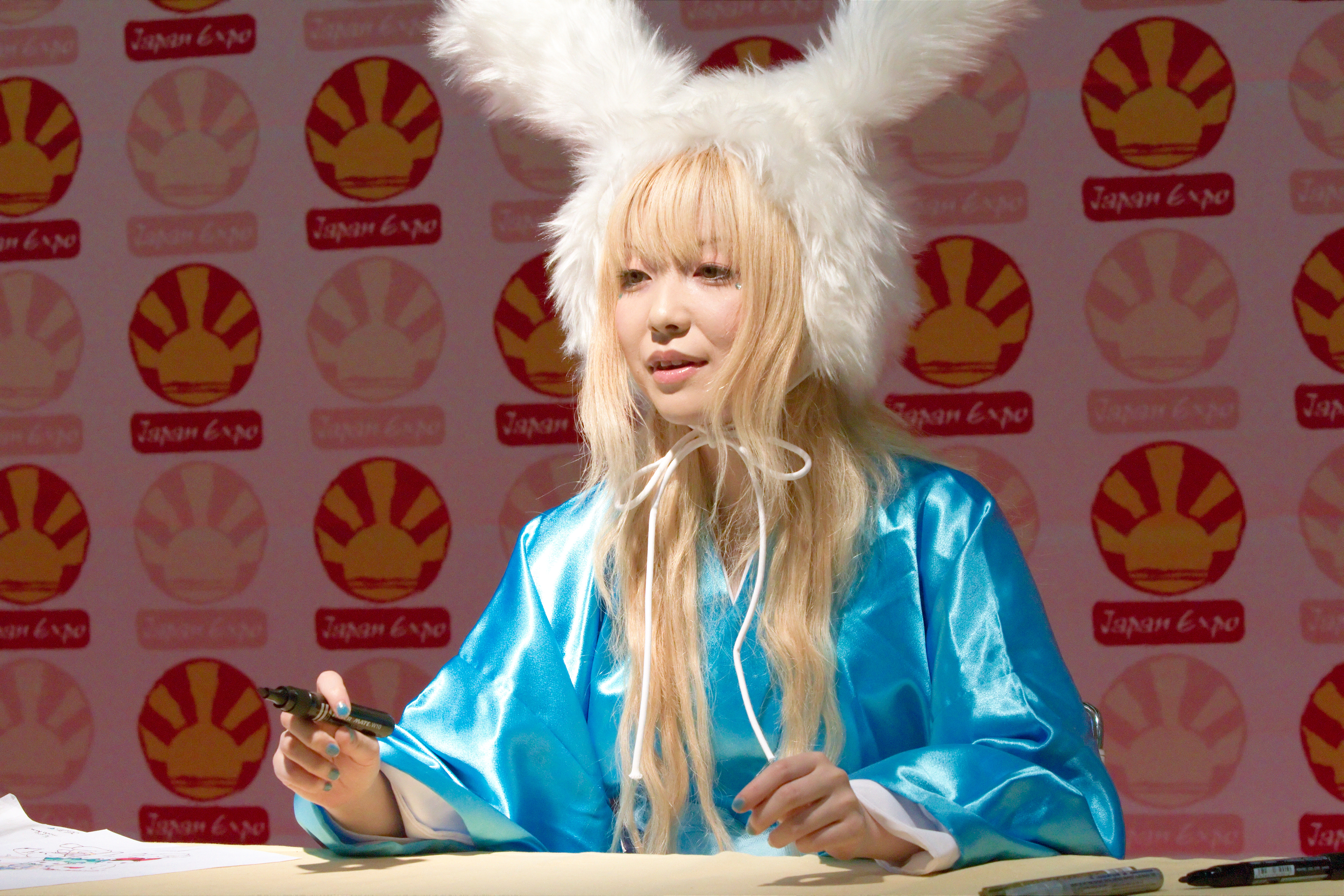
Kana.

Kana (japanska: 香奈?), även kallad Moon, född 26 januari 1982, är en japansk sångerska som debuterade vid 18 års ålder med singeln Hebi Ichigo. 2007 ägde hennes turné Bunny Tour rum, och hon uppträdde även i Stockholm. Ett av hennes album heter Tsuki no usagi.